# SkyOS
A SkyOS egy operációs rendszer melyet Robert Szeleney indított el 1997-ben. A fejlesztést 2009-ben szüntette be.  Bár eredetileg hobbiként fejlesztette, mára egy kereskedelmi termékké vált. Jelenleg az 5.0-s életciklusában van. Noha még mindig bétaverziókénként tekintenek rá, sokan már éles környezetben használják. A SkyOS alá számos alkalmazás létezik, amelyeknek egy részét Linux vagy BSD rendszerekről írták át, mint amilyen a GIMP vagy az AbiWord, vagy számos zene- és videolejátszó program.
A SkyOS x86-os, Intel-alapú architektúrán fut – PC-n. A SkyOS beépített shell-lel rendelkezik (de ez nem teljesen POSIX-kompatibilis) és egy beépített GUI-val is, melyet SkyGI-nek hívnak. 
A rendszer zárt forrású kereskedelmi termék, nem UNIX (pontosabban POSIX) kompatibilis, de számos nyílt forrású program használható rajta. A csapat nem zárja ki annak lehetőségét, hogy a rendszer a jövőben szabad szoftver lehessen.
A csapat jelenleg Robert Szeleney-ből (Chief Software Architect), Kelly Rush-ból (Head of Operations) és még néhány programozóból, grafikusból áll.